# Drukarnia pijarska
Drukarnia pijarska – drukarnia założona w Warszawie w 1682 roku przez rektorów szkoły pijarów warszawskich Wojciecha Haligowskiego i Benedykta Zawadzkiego.

## Historia
Wyposażenie drukarni odziedziczone zostało po drukarni Elerta oraz po drukarni Schreibera po 1692 roku. Dzięki przywilejom królewskim nadanym w 1694 i 1701 roku oraz wstawiennictwa prymasa Teodora Potockiego z 1733 roku, drukarnia posiadała monopol drukarski na terenie Warszawy, prawo tłoczni urzędowej, pozwolenie na druk gazet oraz zwolnienie z podatków. Drukarnia działała pod szyldem Sacrae Regiae maiestatis et Republicae et Scholarum Piarum. Do roku 1717 była jedyną drukarnią warszawską. Wydawano w niej głównie: druki urzędowe i sejmowe, gazety, czasopisma i kalendarze.
W 1717 roku pijarzy utracili część przywilejów na rzecz jezuitów. Od 1757 roku mieli pozwolenie na druk czasopism francuskich i niemieckich. Wydawali dzieła naukowe, publicystykę i literaturę piękną (głównie autorów pijarskich). W swojej drukarni wydali m.in.:
- Volumina Legum (t. 1-6, 1732–1739, 1782)
- Ordinatio typographiae Varsaviensis S. Konarskiego (1753)

Wydawali również dzieła Locke'a, Owena, La Fontaine'a oraz gazetę Nowiny Polskie (od stycznia 1729 roku), przekształconą w Kurier Polski (w grudniu 1729 roku). Podczas działalności Komisji Edukacji Narodowej wydawali podręczniki szkolne i druki akcydensowe. Przy drukarni istniała księgarnia. Drukarnia została zlikwidowana po III rozbiorze Polski.

## Kierownictwo

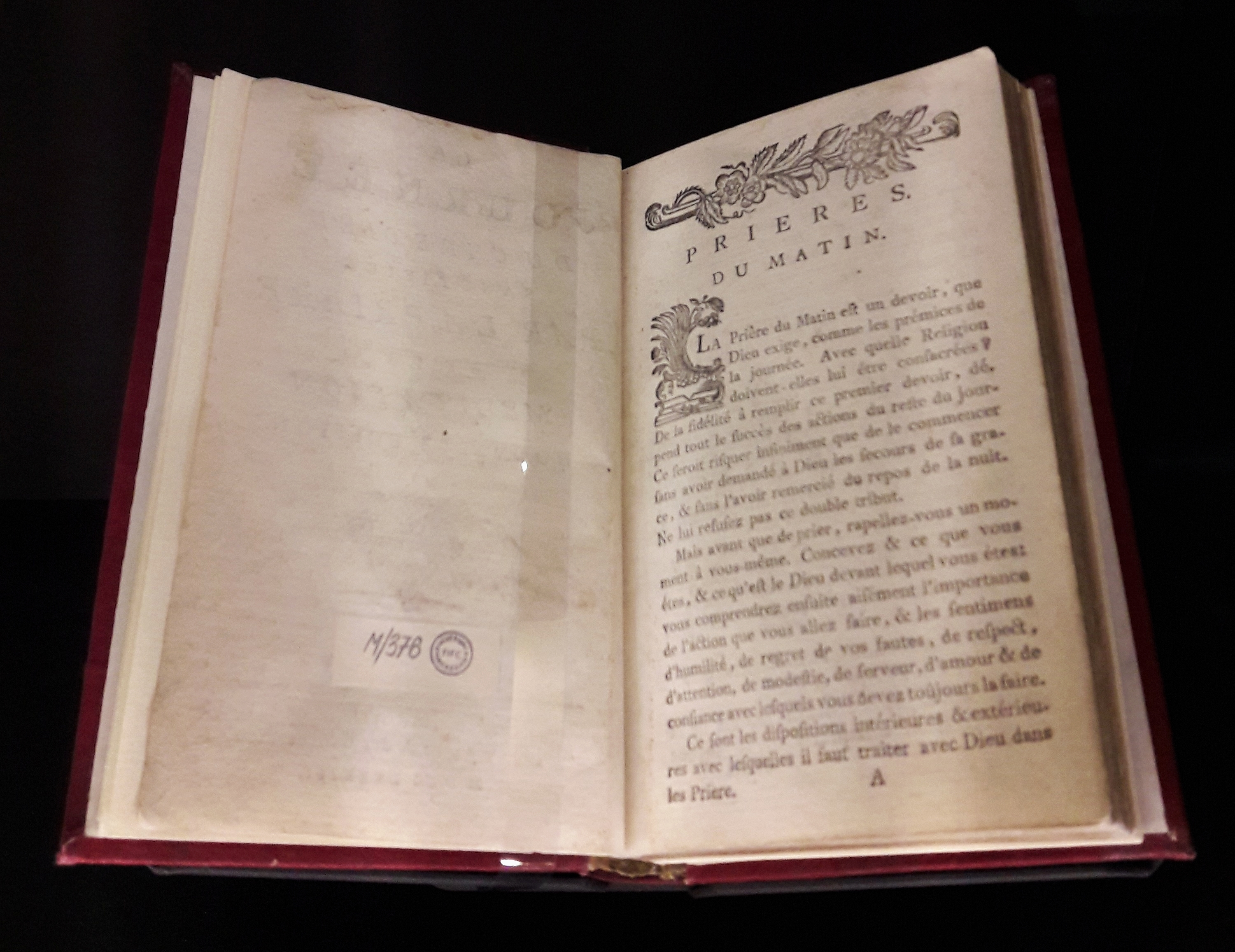
Modlitewnik La Journée du Chrétien należący do rodziny Chopinów, wydany w 1783 r. w drukarni pijarskiej, Muzeum Fryderyka Chopina w Warszawie

Drukarnią kierowali kolejno księża prefekci:
- Bonawentura Raciborski (1732)
- Walenty od św. Kunegundy (1734)
- Felicjan Piaskowski
- Alojzy Pregler (1751-1761)
- ks. Tarczewski
- Filip Zdziebłowski (1781-1791)
- Szymon Bielski (od 1792)